# RSPO3
RSPO3‏ (R-spondin 3) هوَ بروتين يُشَفر بواسطة جين RSPO3 في الإنسان.